# Anatoli Bondartxuk
Anatoli Bondartxuk   (Starokostiantíniv, 31 de maig de 1940) és un atleta ucraïnès, ja retirat, especialista en el llançament de martell, que va competir sota bandera de la Unió Soviètica durant les dècades de 1960 i 1970.

## Carrera esportiva
Va començar a practicar el llançament de martell quan teni 24 anys i va guanyar el seu primer títol internacional al Campionat d'Europa d'atletisme de 1969. Cap al final de la temporada va establir dos rècords del món en aquesta prova. Va romandre entre l'elit mundial durant diversos anys i el 1972, en els Jocs Olímpics d'Estiu de Munic, va guanyar la medalla d'or en la prova del llançament de martell del programa d'atletisme, alhora que va establir un rècord olímpic amb 75,50 metres. Quatre anys més tard, als Jocs de Montreal, va guanyar la medalla de bronze en la mateixa prova. El 1971 guanyà una medalla de bronze en el Campionat d'Europa d'atletisme i el 1969, 1970, 1972 i 1973 fou el campió soviètic. Pels seus èxits olímpics va ser guardonat amb l'Orde de la Insígnia d'Honor el 1972 i l'Orde de la Bandera Roja del Treball el 1976.

## Entrenador
Bondartxuk també és conegut com a entrenador. Va començar a entrenar mentre encara competia i des de llavors ha treballat amb atletes guanyadors de medalles en cinc Jocs Olímpics. Més de 30 atletes d'alt nivell han aconseguit posicions de podi en diferents Campionats del Món i Jocs Olímpics sota la seva tutela. El més conegut i exitós dels seus deixebles fou el dues vegades campió olímpic i posseïdor del rècord món de martell des de 1986 Iuri Sedikh. Va entrenar els equips olímpics soviètics de 1980 i 1988 i del 1991 al 2004 va ser entrenador en cap de la selecció nacional de Qatar. El 2004 marxà a viure a Kamloops, Colúmbia Britànica, Canadà, on entrenà, entre d'altres, al plusmarquista canadenc Dylan Armstrong per guanyar una medalla de bronze en els Jocs Olímpics del 2008.
Va escriure 11 llibres de text sobre metodologia d'entrenament i gairebé 200 articles.

## Millors marques
- Llançament de martell. 77,42 m (1976)[9]